# Tramvajová doprava v Jevpatorii

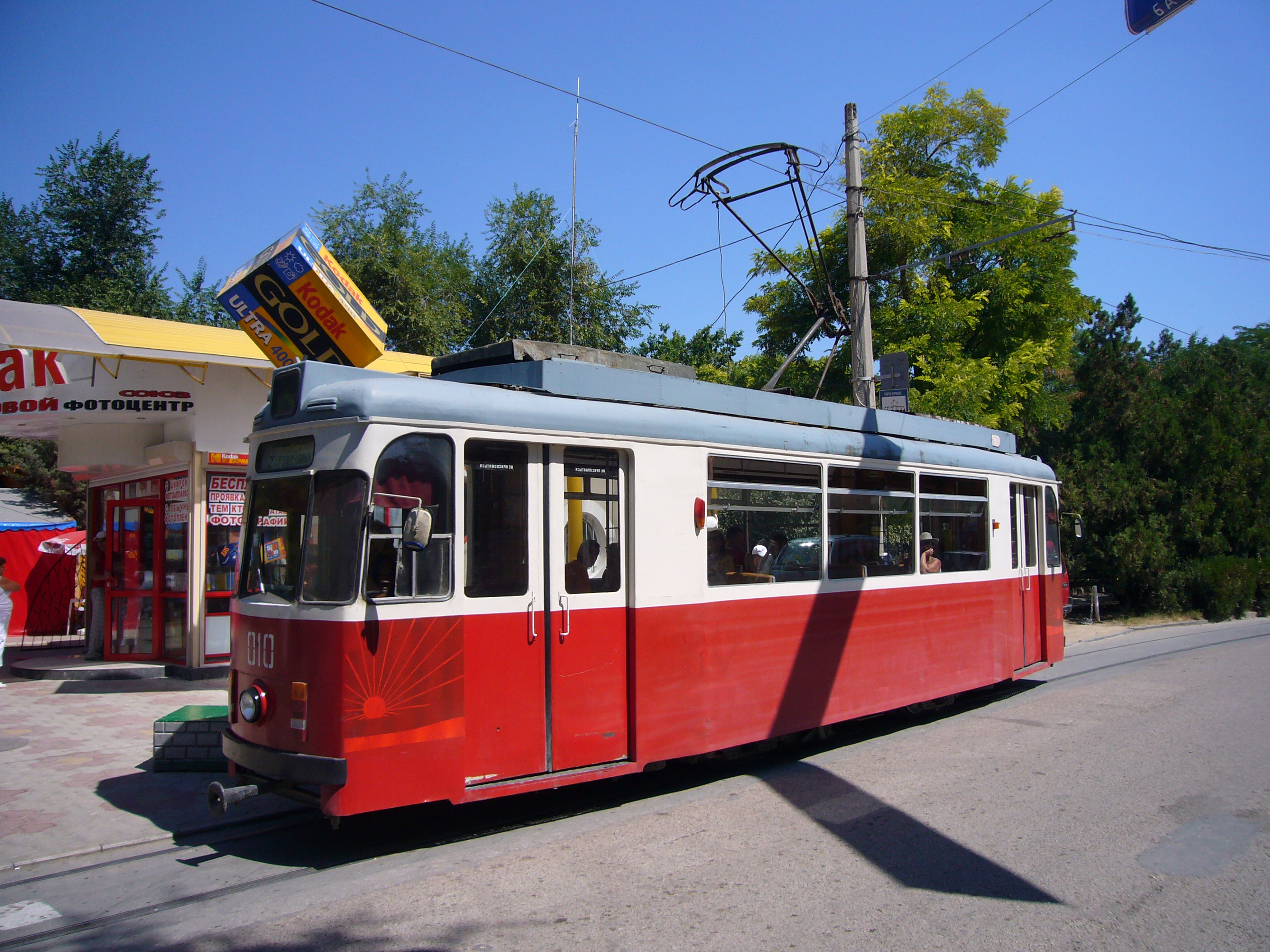
Tramvaj Gotha v Jevpatorii

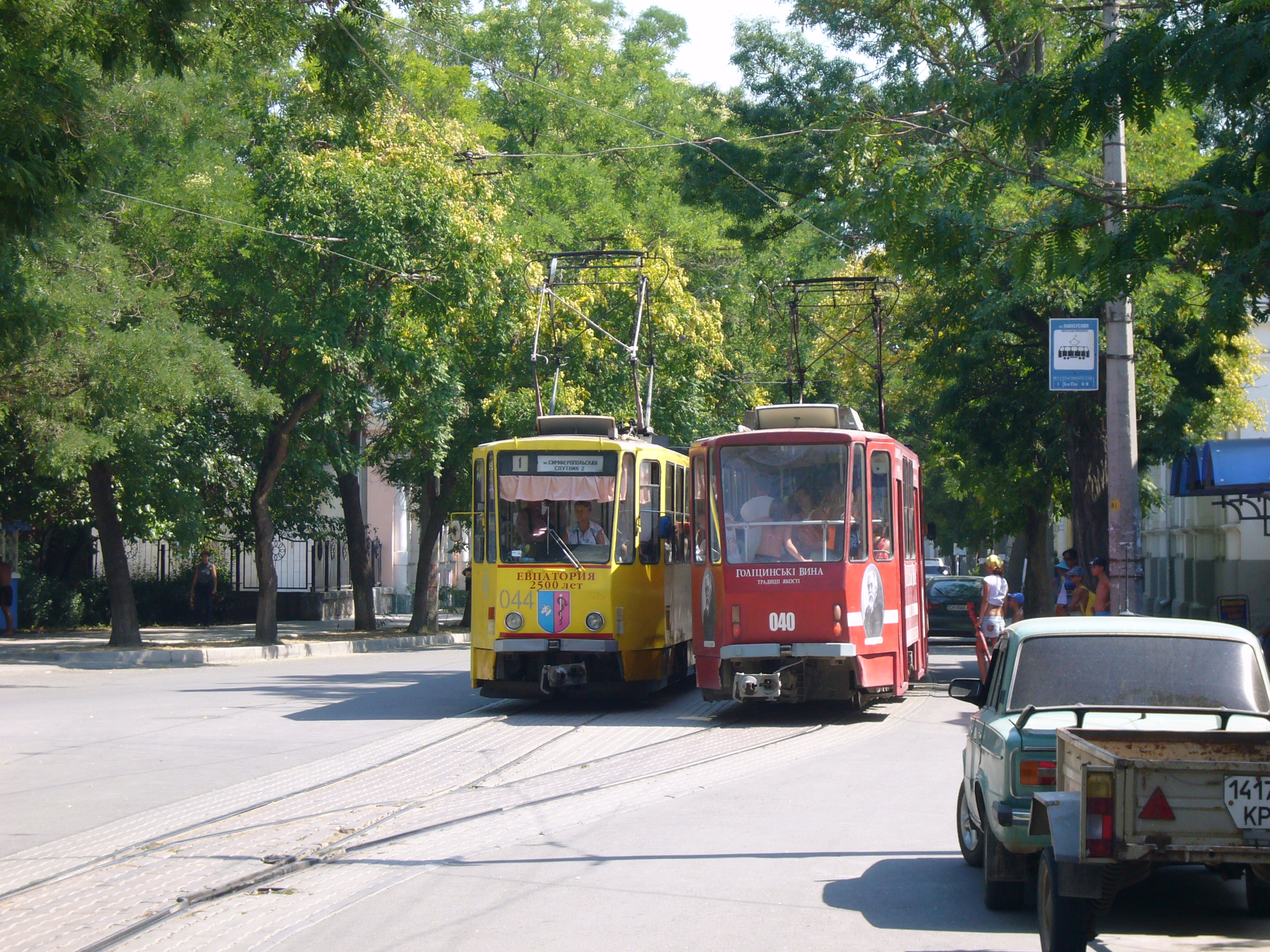
Dva československé vozy Tatra KT4 se míjejí na jednokolejné trati ve výhybně

V Jevpatorii, přímořském krymském městě, je v provozu tramvajová doprava. Na úzkorozchodné síti o délce přibližně 15 km jezdí čtyři tramvajové linky.

## Historie
Historie jevpatorijských tramvají sahá do roku 1914, kdy vyjely první tramvajové vozy do ulic města. Poprvé se tak stalo 23. května, ale kvůli první světové válce byl provoz několikrát přerušen (například v letech 1919 – 1923, 1941 – 1944, 1944 – 1947). Tratě byly postaveny jako jednokolejné s výhybnami a s rozchodem kolejí 1000 mm, na němž jezdí vozy dodnes. Mezi válkami jezdily tramvaje pouze v letní sezóně.
Dále se síť již téměř nerozvíjela, pouze v 80. letech 20. století byla postavena trať do sídliště Sputnik 2. Zajímavostí je, že tento úsek byl vystavěn jako dvoukolejný, zatímco ostatní tratě v Jevpatorii jsou stále jednokolejné s výhybnami. Právě na lince č. 1, která do Sputniku 2 jezdí, jsou v provozu československé tramvaje Tatra KT4.
Na počátku 21. století se dostal místní systém do krize; vozový park zastaral (hlavně vinou agresivního klimatu) a tak se muselo přistoupit k jeho obnově. Rekonstrukce probíhaly mezi lety 2004 a 2005, ne však v Jevpatorii, ale v Doněcku a Dněpropetrovsku. Nedostatek obousměrných vozidel, kterým místní provoz trpí, je od roku 2005 řešen úpravou několika tramvají KT4 na obousměrné.

## Významné a zajímavé úseky
Zajímavá je rovněž trať ze zastávky Dispečerskaja podél mořských pláží až do konečné zastávky Nová pláž. Celý úsek je dlouhý přibližně 2 km, je jednokolejný bez výhyben, jezdí na něm jediná souprava, a to pouze v letní sezóně (jako linka č. 4)

## Vozový park
Vozový park v Jevpatorii tvoří asi 30 tramvají, z toho je přibližně polovina české výroby. Některé vozy výrobce Gotha pocházejí ze Simferopolu a německého Zwickau. Nejstarší z nich pocházejí až z roku 1957. Nejnovějším modelem je typ 71-411 od ruského výrobce Uraltransmaš.
- Gotha T57
- Gotha T59
- Tatra KT4
- 71-411